# Ozophora concava
Ozophora concava är en insektsart som först beskrevs av William Lucas Distant 1893.  Ozophora concava ingår i släktet Ozophora och familjen Rhyparochromidae. Inga underarter finns listade i Catalogue of Life.